# 浮間水再生センター
浮間水再生センター（うきまみずさいせいセンター）とは、東京都北区にある、東京都下水道局の下水処理施設である

## 概要
新河岸処理区のうち板橋区・練馬区・杉並区の大部分、豊島区・新宿区・北区・中野区の一部エリアの下水を処理する。残りの新河岸処理区の下水は新河岸水再生センターが処理している。新河岸川をはさみ左岸施設と右岸施設にわかれ、右岸施設には今後高度処理施設の建設が予定されている。施設の上部は新河岸東公園として整備されている。

## 沿革
- 2001年（平成13年）4月 - 運転開始。